# قلعه ماتسوموری

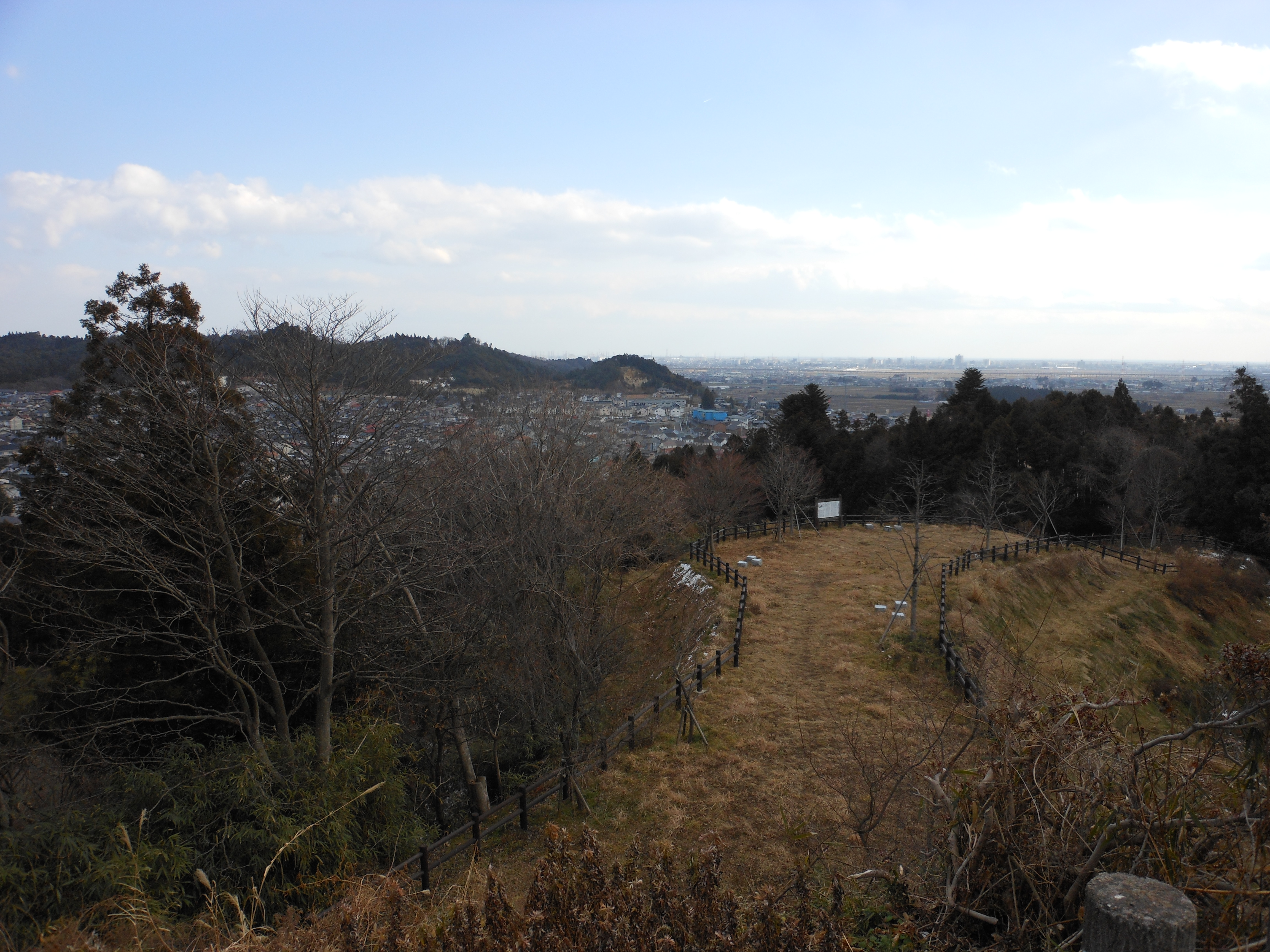
آنچه از قلعه باقی مانده است.

قلعه ماتسوموری (به ژاپنی: 松森城, Matsumori-jō)، قلعه ماتسوموری داته (松森館) یک قلعه ژاپنی در ولایت موتسو در ایزومی-کو، سندای در استان میاگی است.